# Słona
Słona is een Pools dorp in het administratieve district Zakliczyn in de powiat Tarnowski (Klein-Polen). Het ligt op 4 km van Zakliczyn, op 25 km van Tarnów en op 71 km oostwaarts van de regionale hoofdstad Krakau.